# Hohenzollern Redoubt
Hohenzollern Redoubt (Hohenzollernwerk) - cứ điểm Hohenzollem là một hỏa điểm kiên cố của tập đoàn quân số 6 Đức, trong chiến tranh thế giới 1, tại Auchy-les-Mines gần Loos-en-Gohelle, thuộc tỉnh Nord-Pas-de-Calais của Pháp. Cứ điểm này được đặt tên theo Vương tộc Hohenzollern, pháo đài là mục tiêu chiếm giữ của quân Anh và quân Đế quốc Đức. Cuộc chiến tranh giành cụm cứ điểm này đã bắt đầu từ khi Trận Loos nổ ra (25 tháng 9 đến ngày 14 tháng 10 năm 1915) cho đến khi bắt đầu Trận Somme (1916) vào ngày mùng 1 tháng 7 năm 1916, trong đó có hai sự kiện nổi bật là các trận chiến tại Hohenzollern Redoubt năm 1915 và Cuộc tấn công Hohenzollern Redoubt từ ngày mùng 2 đến ngày 18 tháng 3 năm 1916.

## Bối cảnh
Mùa hè năm 1915 quân Đức tiếp tục củng cố các chiến hào tiền tuyến, hào thông tin và các điểm hỏa lực mạnh theo mệnh lệnh của Tổng chỉ huy, Đại tướng Erich von Falkenhayn. Ngày 25 tháng 1, ông đã ra lệnh xây dựng thêm nhiều tuyến phòng ngự phía sau tuyến chiến hào tiền tuyến. Crown Prince Rupprecht- chỉ huy tập đoàn quân số 6 cùng với một số tướng Đức đã ko chấp nhận mệnh lệnh này, do lo ngại quân đội Đức sẽ có xu hướng rút lui về tuyến sau thay vì tiến lên. Trong trận chiến Festubert, pháo binh của quân đội Đồng minh đã phá hủy phần lớn chiến hào tiền duyên của quân Đức. Đầu tháng 5, Falkenhayn ra lệnh xây dựng tuyến hào phòng ngự thứ 2 cách tiền tuyến 2.000–3.000 yd (1.800–2.700 m).

### Sự chuẩn bị của Đức năm 1915

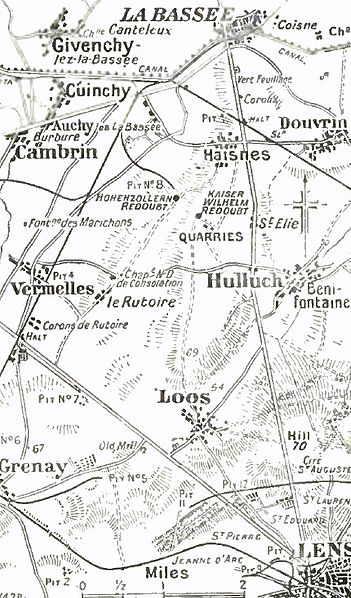
Map of the Hohenzollern Redoubt area, September 1915

Các tháp thai thác mỏ (Fosse) cùng các đường trục phụ (Puits) được xây dựng xung quanh Loos-en-Gohelle, vùng Nord-Pas-de-Calais, phục vụ cho ngành công nghiệp khai mỏ; Fosse 8 de Béthune gần khu vực phía Bắc của một ngọn đồi than (Crassier) còn gọi là "The Dump". Cả quân Anh và quân Đức đều tiến hành đào hào trên đồi Crassiers, nhằm tạo vị trí quan sát và đặt các ụ súng máy. Chiều cao của ngọn đồi là 20 ft (6,1 m), trở thành một vị trí lý tưởng để quan sát các hướng xung quanh. Ngọn đồi đã ngay lập tức được gia cố sau các chiến dịch của quân Anh-Pháp trong tháng 5 và tháng 6 năm 1915. Quân Đức cũng tiến hành lắp đặt một mạng lưới dây thép gai mới cách tiền tuyến 370 m, quân Đức đặt tên cho tuyến phòng ngự này là Hohenzollernwerk. Mặt trước cứ điểm dài 300 yd (270 m) và có dạng cong, có kết nối với tuyến hào "Big Willie" ở phía Nam và tuyến hào "Little Willie" phía Bắc. Quân Anh đánh giá cứ điểm Hohenzollern là cứ điểm phòng ngự mạnh nhất của quân Đức trên toàn mặt trận. Tại khu vực Fosse 8, sư đoàn số 117 của Đức cũng xây dựng thêm các tháp/tường phòng ngự.

### Đợt tấn công của quân Anh ngày 13-19 tháng 10 năm 1915
Đợt tấn công này diễn ra trong phạm vi của Trận Loos (25/9 – 15/10/1915), quân Anh đã tổ chức tấn công trực diện Cứ điểm Hohenzollern từ ngày 13 - 19/10/1915. Sư đoàn Scotland số 9 đã chiếm được cứ điểm nhưng sau đó bị mất sau cuộc phản công của quân Đức. Đợt tấn công cuối cùng của quân Anh vào ngày 13/10 đã thất bại với thương vong là 3.643 người, phần lớn là trong vài phút đầu. Các cuộc tấn công này chỉ làm lãng phí sinh mạng của lính Anh mà không tạo nên bước ngoặt trên chiến trường.

### Đợt tấn công của quân Anh ngày 2–18 tháng 3 năm 1916
Sau vài tháng mùa đông, tiểu đoàn đào hầm số 170 của Anh đã đào được một vài tuyến hầm bên dưới chiến hào của quân Đức. Tháng 2 năm 1916 quân Anh đã cho nổ mìn trong các tuyến hầm, sau đó bộ binh xung phong tấn công các tuyến chiến hào đã sụp đổ của quân Đức. Tháng 3 năm 1916, khu vực phía Tây của cứ điểm do quân Anh trấn giữ, và phía Đông do quân Đức trấn giữ. Ngày 2/3, bốn quả mìn được quân Anh kích nổ, liền theo đó là đợt xung phong tấn công phòng tuyến của quân Đức. Quân Đức đẩy lui quân Anh ngược trở lại bằng cuộc phản công ngày 6/3. Ngày 18/3, quân Đức đã gây bất ngờ cho quân Anh với German counter-attacks drove the British back by 6 March. On 18 March, the Germans surprised the British with five mines. Lữ đoàn số 35 lên thay thế cho lữ đoàn số 37. Kết thục đợt tấn công, mỗi bên giữ một nửa cứ điểm.

### Các chiến dịch tiếp diễn năm 1916
Following the British attacks of 2–18 March, the German units at the Hohenzollern Redoubt were considerably reinforced. The new German garrison of the redoubt remained doubled for several days and a high level of alert maintained until the end of the month, when the possibility of another British attack was considered to have ended. On 19 March 1916, the British exploded another mine at the redoubt and the Germans sprung two mines in the Quarries on 24 March. British mines were blown on 26 and 27 March, 5, 13, 20, 21 and 22 April 1916; German mines were exploded on 31 March, on 2, 8, 11, 12 and 23 April 1916. Each explosion was followed by infantry attacks and consolidation of the mine lips, which were costly to both sides and turned more areas of no man's land into crater fields. The British 12th Division was eventually relieved on 26 April 1916 and missed the German gas attacks at Hulluch which began the next day, from an area close to the Hohenzollern Redoubt. Engagements continued until the summer, when the British and Commonwealth forces moved their focus south, in preparation of the Battle of the Somme (1 July – 18 November 1916).

## Gallery

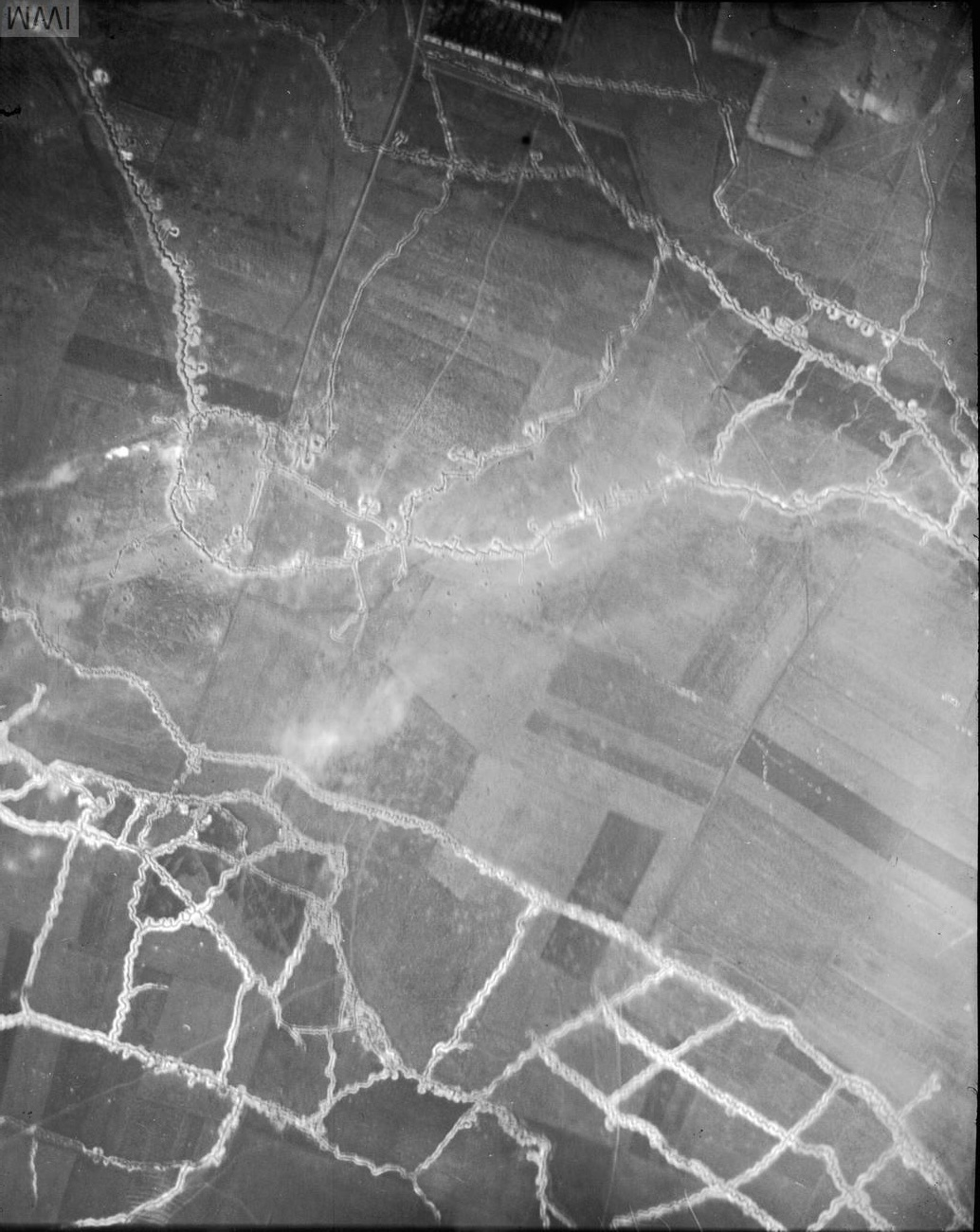
Aerial photograph of the Hohenzollern redoubt, near Auchy-les-Mines, 21 September 1915
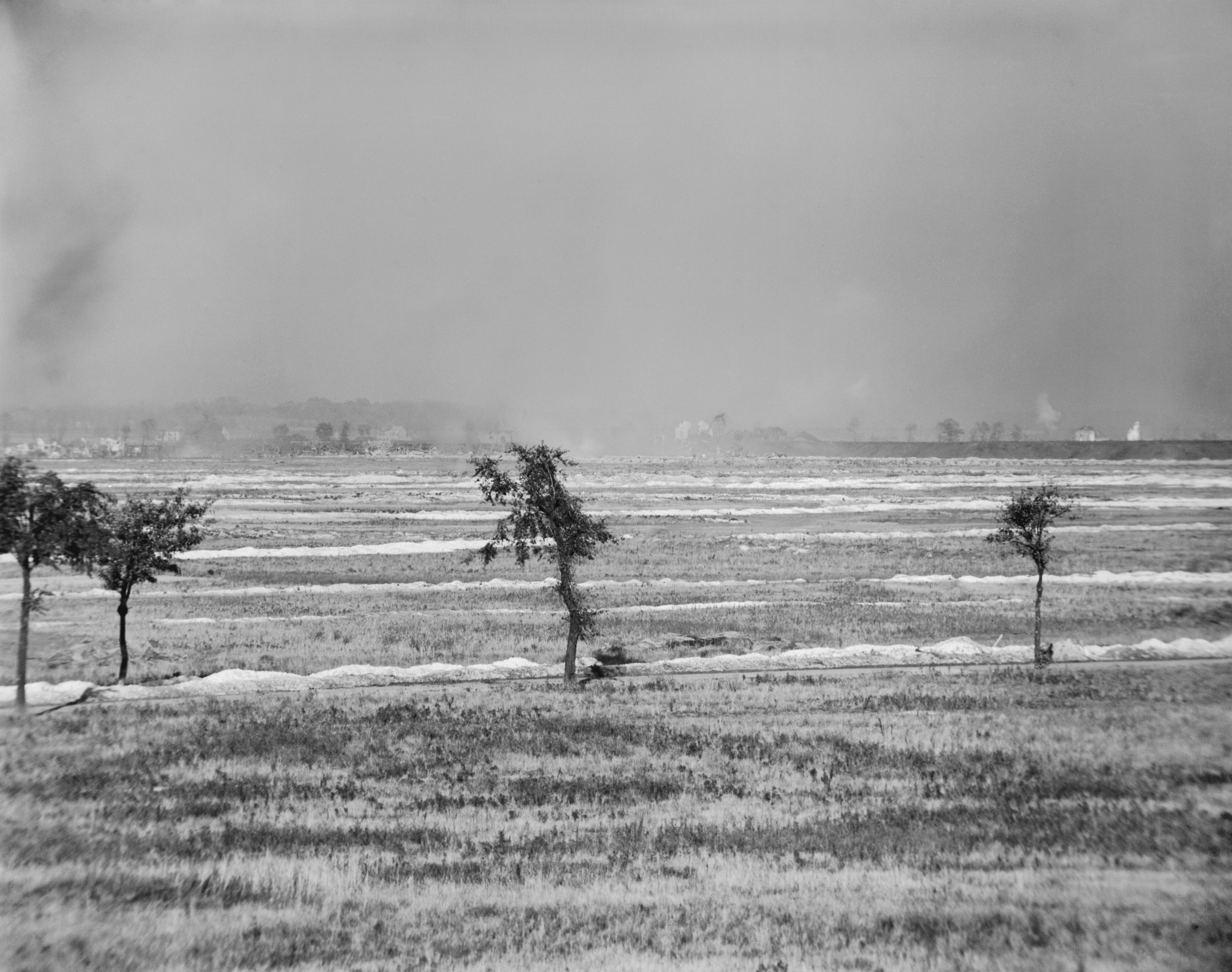
The British 46th (North Midland) Division attacking the Hohenzollern Redoubt during the Battle of Loos. A cloud of smoke and gas appears in the centre and left. 13 October 1915
Trench map showing British lines, carried by Captain Charles Geoffrey VickersTrench map showing British lines, carried by Captain Charles Geoffrey Vickers
Second trench map showing British lines, carried by Vickers.Second trench map showing British lines, carried by Vickers.
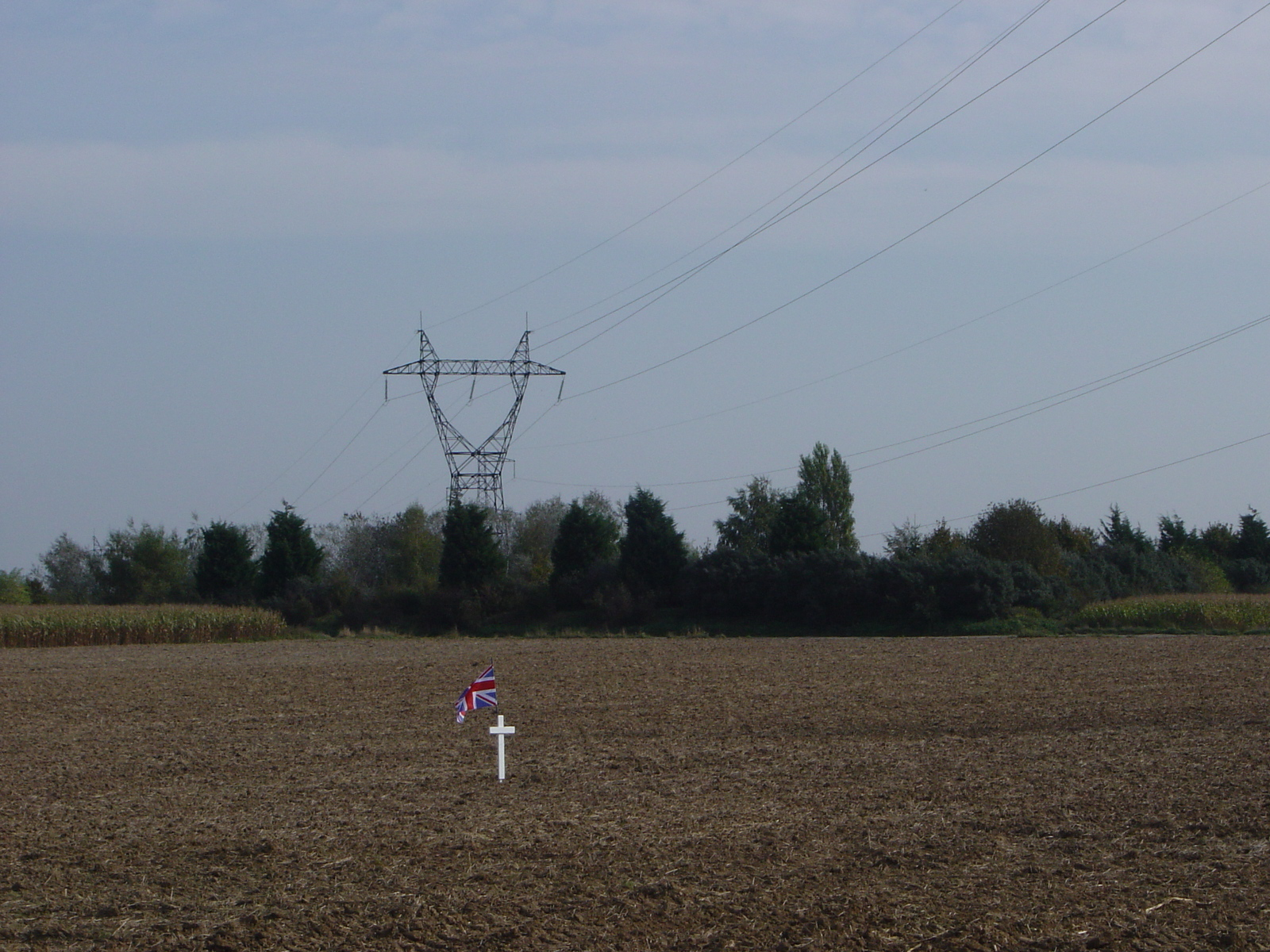
Union Flag is sited in the centre of no man's land; the pylon stands on the site of the redoubt.

## Victoria Cross
The following soldiers received the Victoria Cross in connection with operations at the Hohenzollern Redoubt:
- 13 October 1915: Corporal James Lennox Dawson (187th Company, Corps of Royal Engineers).[12]
- 14 October 1915: Captain Geoffrey Vickers (The Sherwood Foresters).[12]
- 27 September 1915: Corporal James Dalgleish Pollock (Queen's Own Cameron Highlanders).[13]

## Commemoration
The missing are commemorated on the Loos Memorial. On 13 October 2006, a memorial was unveiled, to commemorate the officers and men of the 46th (North Midland) Division who became casualties, on the 91st anniversary of the final assault. The memorial was designed by Michael Credland in the form of an octagonal broken column of Portland stone, 46 in (1,2 m) high, with two tiers of steps forming the base. The broken column signifies the loss of the head of the family and the loss of an army column. The angle of cut at the top of the column is 46° and the pitch of the steps is the same angle. An inscription "Their Country Found Them Ready", is carved on the top step of the Memorial and was chosen by Martin Middlebrook, from the song Keep the Home Fires Burning, composed by Ivor Novello in 1915.

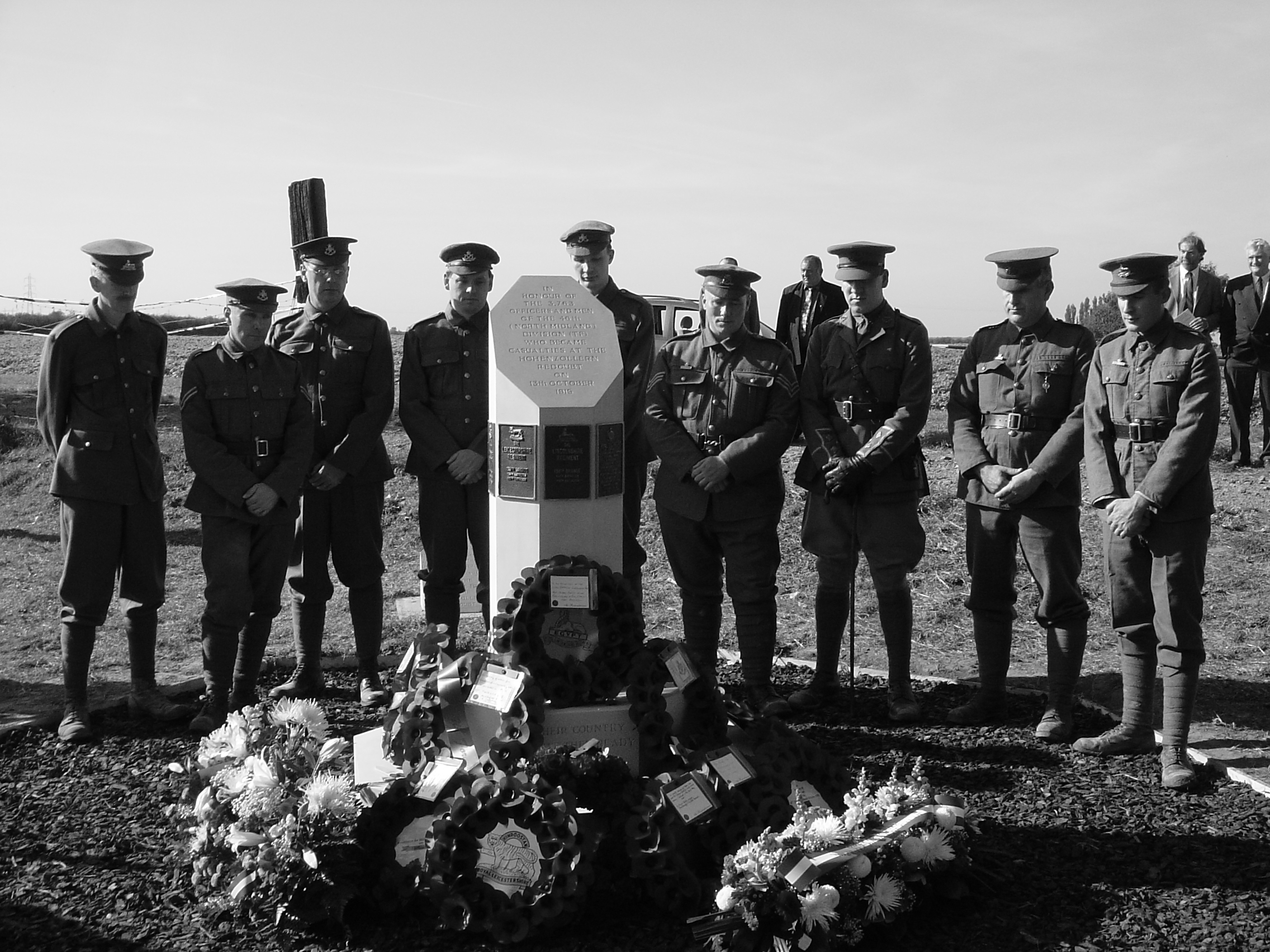
Unveiling ceremony
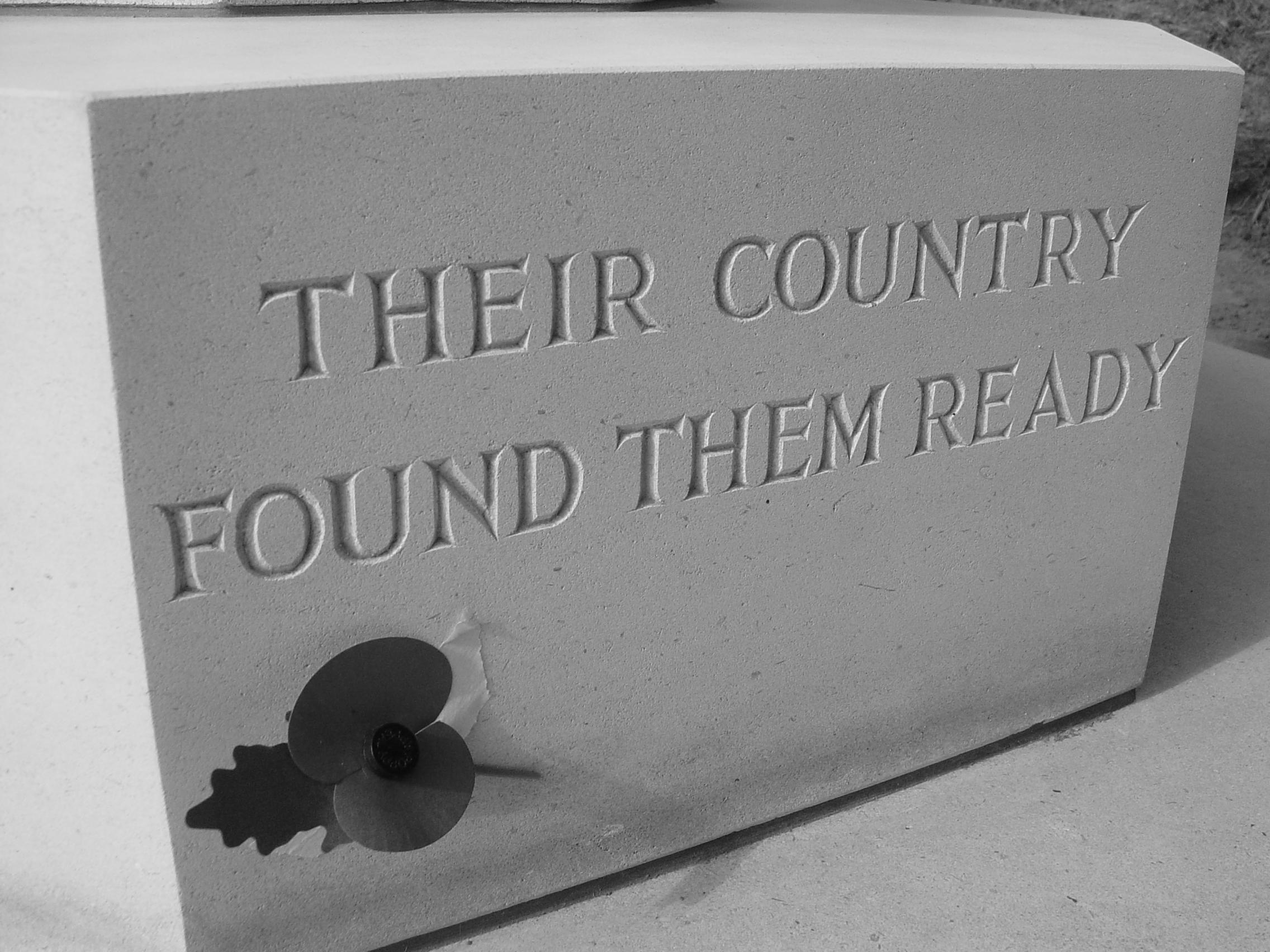

## Footnotes
1. ↑  Wynne 1976, tr. 63.
2. ↑  Edmonds 1928, tr. 146.
3. ↑  Edmonds 1928, tr. 235.
4. ↑  Edmonds 1928, tr. 235, 177.
5. ↑  Edmonds 1928, tr. 378.
6. ↑  Edmonds 1928, tr. 388.
7. ↑  Middleton Brumwell 2001, tr. 34.
8. ↑  Middleton Brumwell 2001, tr. 44.
9. ↑  Edmonds 1993, tr. 177, 176.
10. ↑  Edmonds 1993, tr. 177.
11. 1 2  Middleton Brumwell 2001, tr. 45–46.
12. 1 2  Edmonds 1928, tr. 387.
13. ↑  Edmonds 1928, tr. 353.
14. ↑  CWGC 2013.
15. ↑  Slattery-Christy 2008, tr. 28.